# Arje Dvorecki
Arje Dvorecki (hebrejsky: אריה דבורצקי, rusky: Арье Дворецкий; 3. května 1916 – 8. května 2008) byl izraelský matematik a nositel Izraelské ceny za matematiku z roku 1973. Zabýval se funkcionální analýzou, statistikou a pravděpodobností. V letech 1974 až 1980 byl prezidentem Izraelské akademie věd a v letech 1986 až 1989 prezidentem Weizmannova institutu věd.

## Biografie
Narodil se ve městě Chorol v carském Rusku (dnešní Ukrajina) a v roce 1922 společně s rodinou podnikl aliju do britské mandátní Palestiny. Zde studoval na Hebrejské univerzitě v Jeruzalémě, kde v roce 1941 získal titul Ph.D. (jeho školitelem byl Michael Fekete). Dvorecki pokračoval v práci na univerzitě a v roce 1951 se stal profesorem. Později působil jako děkan přírodovědecké fakulty (1955–1956) a viceprezident Hebrejské univerzity (1959–1961).
Hostoval na řadě předních světových univerzit, včetně Collège de France, Columbia University, Purdue University, Stanfordovy univerzity a University of California, Berkeley. V roce 1975 založil v Jeruzalémě Institute for Advanced Studies při Hebrejské univerzitě. V letech 1974 až 1980 působil v pozici prezidenta Izraelské akademie věd a v letech 1986 až 1989 pak v pořadí osmého prezidenta Weizmannova institutu věd. V roce 1996 mu byl udělen čestný doktorát na Telavivské univerzitě.
V roce 1960 se stal ředitelem zbrojovky Rafael a později se stal hlavním vědcem na ministerstvu obrany.
Byl ženatý a s manželkou Sárou měl dceru Ginu a syna Gideona. Manželka zemřela v roce 1972 a syn padl v roce 1973 v jomkipurské válce. Mezi Dvoreckého studenty patří například Branko Grünbaum či Joram Lindenstrauss.